# Purwasaba
Purwasaba is een bestuurslaag in het regentschap Banjarnegara van de provincie Midden-Java, Indonesië. Purwasaba telt 5655 inwoners (volkstelling 2010).